# ウェスタン・ムード
『ウェスタン・ムード』は、小坂一也のアルバム。1959年5月に日本コロムビアからリリースされた。

## 収録曲
Side 1
1. コールド・コールド・ハート
2. ロング・ゴーン・ロンサム・ブルース
3. 幽霊の町
4. カウ・ライジャ

Side 2
1. ママとパパのワルツ
2. キャットル・コール
3. 荒野の呼び声
4. 北風さん

## パーソネル
- 小坂一也（歌）
- ワゴン・マスターズ（伴奏）